# Schloss Ernegg
Das Schloss Ernegg befindet sich in der Katastralgemeinde Ernegg der niederösterreichischen Marktgemeinde Steinakirchen am Forst. Das Schloss wird als Hotel genutzt und liegt auf der Adresse Ernegg 1.

## Geschichte
Anfangs bestand am Bauplatz des Schlosses im Weiler Ernegg eine Burg der Hofmark Steinakirchen des Bischofs von Regensburg. Im 16. Jahrhundert wurde auf dem Burgplateau mit einer steil abfallenden Böschung zur Kleinen Erlauf ein vierseitiges Schloss mit einem vorgezogenen Eckturm und einem Arkadenhof mit einem vorspringenden Treppenturm errichtet. Bauherren waren ab 1527 Wolfgang von Öder zu Götzendorf und dessen Nachfahren, ab 1596 Reichard Streun von Schwarzenau. Seit 1656 bis heute steht das Schloss im Besitz der Grafen von Auersperg.

## Schlossanlage

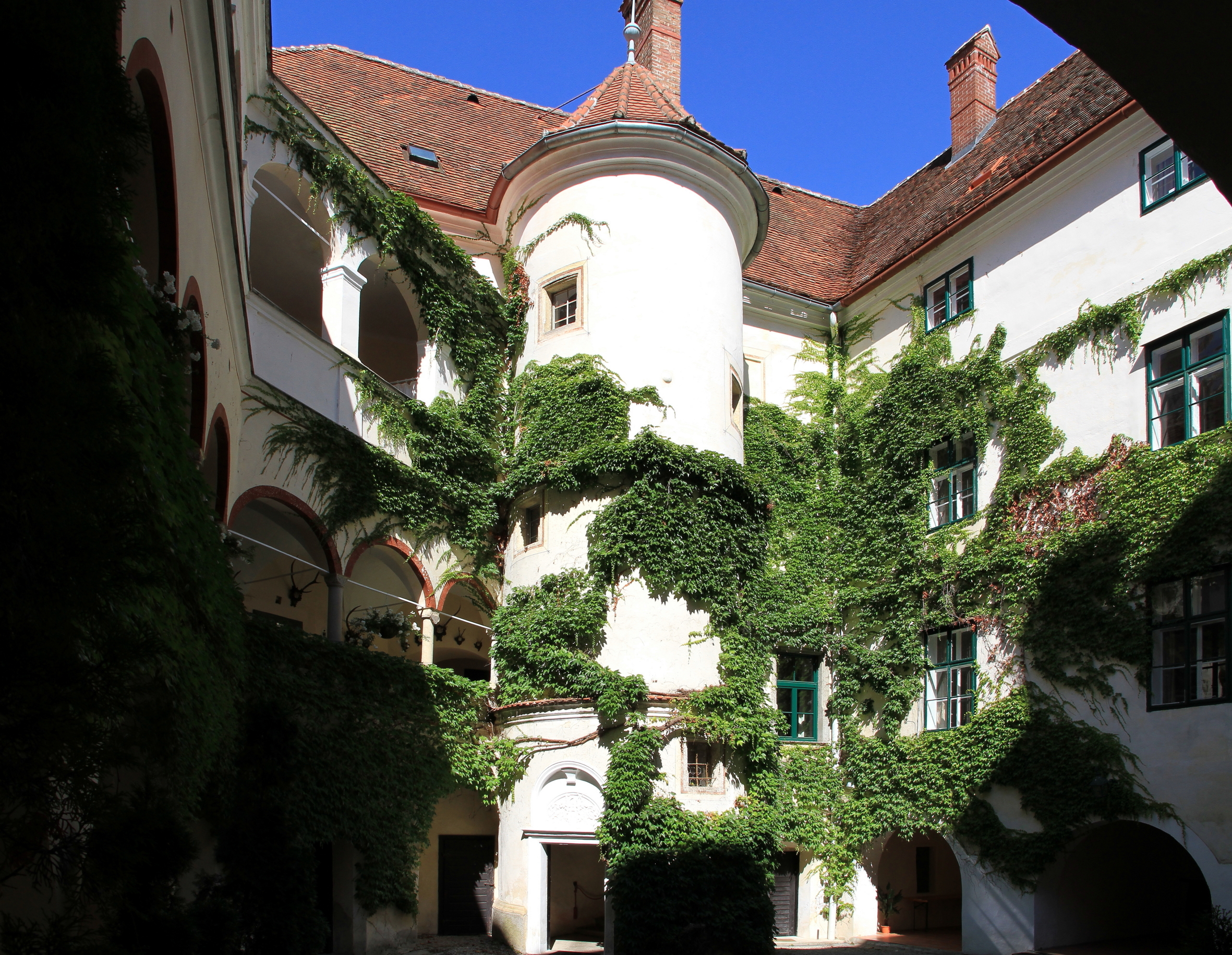
Arkadenhof mit vortretendem Treppenrundturm

Der vierseitige dreigeschoßige Bau mit Walmdach und teilweise mit Gauben hat den Haupteingang mit Rundbogen im Westen, die Fassaden sind unterschiedlich und zumeist unregelmäßig je nach Bauzeit gegliedert. In der südwestlichen Ecke springt die Kapelle nach Süden vor und wird von einem Rundturm abgeschlossen. Die Kapelle mit Kreuzgratgewölbe wird urkundlich im Jahre 1330 erwähnt und wurde im Jahre 1675 dem heiligen Bartholomäus geweiht. Der Innenhof ist schiefwinklig und hat an drei Seiten dreigeschoßige Laubengänge mit scheinarchitektonischer Wandmalerei und südwestlichem Treppenhaus. Nordseitig bestehen keine Laubengänge und der Innenhoffassade ist ein Treppenrundturm vorgestellt.

## Landschaftsgarten
Westlich des Schlosses besteht ein Landschaftsgarten aus dem 19. Jahrhundert mit einer Zufahrtsallee mit Fichten. Ein Obelisk erinnert an Joseph Graf von Auersperg, gefallen in der Schlacht bei Austerlitz.